# Dieter Bohn
Dieter Bohn ist ein US-amerikanischer Journalist. Er war Executive Editor des Technologieportals The Verge.
Dieter Bohn beendete sein Studium in Englisch und Philosophie mit dem Bachelor of Arts an der katholischen University of St. Thomas in Minnesota. Im Anschluss begann er ein Promotionsstudium an der University of Minnesota, das er jedoch abbrach. Bis 2011 war Dieter Bohn Chefredakteur der Internetauftritte von Mobile Nations, darunter iMore und Android Central.
2011 gründete er gemeinsam mit Nilay Patel und Joshua Topolsky The Verge. Ende Juli 2014 wurde er zum Executive Editor von The Verge ernannt. Im März 2022 kündigte Bohn an, die Medienbranche zu verlassen und in Googles „Platforms and Ecosystems“-Team zu wechseln.